# Список глав государств в 126 году до н. э.
| 127 до н. э. ← Список глав государств по годам → 125 до н. э. |

## Азия
- Анурадхапура — Саддха Тисса, царь (137 до н. э. — 119 до н. э.)
- Армения Великая — Артавазд I, царь (160 до н. э. — 115 до н. э.)
- Вифиния — Никомед III Эвергет, царь (127 до н. э. — 94 до н. э.)
- Иберия — Мириан I, царь  (159 до н. э. — 109 до н. э.)
- Индо-греческое царство:
  - Агафоклея, царица-регент (от Гандхары/Западного Пенджаба до Матхура)  (130 до н. э. — 125 до н. э.)
  - Зоил I, царь (в Паропамисадах, Арахозии и Гандхаре)  (130 до н. э. — 120 до н. э.)
- Иудея — Иоанн Гиркан I, этнарх  (134 до н. э. — 104 до н. э.)
- Каппадокия — Ариарат VI Эпифан Филопатор, царь (130 до н. э. — 116 до н. э.)
- Китай (Династия Хань) — У-ди (Лю Чэ), император  (141 до н. э. — 87 до н. э.)
- Коммагена — Сам II,  царь (130 до н. э. — 109 до н. э.)
- Корея:
  - Махан — Маён, вождь (144 до н. э. — 113 до н. э.)
  - Пуё — Кохэса, тхандже (170 до н. э. — 121 до н. э.)
- Намвьет — Чьеу Мат, император (137 до н. э. — 125 до н. э.)
- Осроена — Абду бар Мазур, царь (127 до н. э. — 120 до н. э.)
- Парфия — Артабан II, царь (127 до н. э. — 124 до н. э.)
- Понтийское царство — Митридат V Эвергет, царь (150 до н. э. — 120 до н. э.)
- Сабейское царство — Ярим Эймин, царь (145 до н. э. — 115 до н. э.)
- Сатавахана — Сатакарни II, махараджа (134 до н. э. — 78 до н. э.)
- Селевкидов государство (Сирия):
  - Деметрий II Никатор, царь (145 до н. э. — 138 до н. э., 129 до н. э. — 126 до н. э.)
  - Селевк V Филометор, царь (126 до н. э. — 125 до н. э.)
  - Александр II Забина, царь (126 до н. э. — 123 до н. э.)
- Харакена — Гиспаосин,  царь (ок. 127 до н. э. — 124 до н. э.)
- Хунну:
  - Цзюньчэнь, шаньюй (161 до н. э. — 126 до н. э.)
  - Ичжисе, шаньюй (126 до н. э. — 114 до н. э.)
- Шунга — Васумитра, император (131 до н. э. — 124 до н. э.)
- Япония — Кайка, тэнно (император) (158 до н. э. — 98 до н. э.)

## Африка
- Египет — Птолемей VIII Эвергет, царь (144 до н. э. — 116 до н. э.)
- Нумидия — Миципса, царь (148 до н. э. — 118 до н. э.)

## Европа
- Боспорское царство — Перисад V, царь (ок. 150 до н. э. — 125 до н. э.)
- Ирландия — Эоху Айрем, верховный король (131 до н. э. — 116 до н. э.)[1]
- Одрисское царство (Фракия) — Бифис, царь (167 до н. э. — 120 до н. э.)
- Римская республика:
  - Марк Эмилий Лепид, консул (126 до н. э.)
  - Луций Аврелий Орест, консул (126 до н. э.)

## Галерея

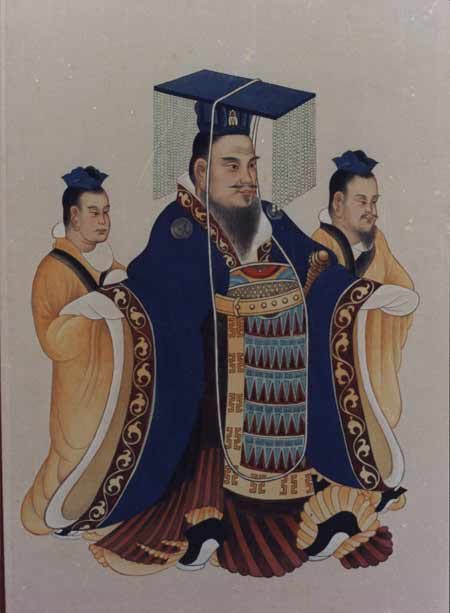
У-ди 141 до н.э.— 87 до н.э. Император Китая
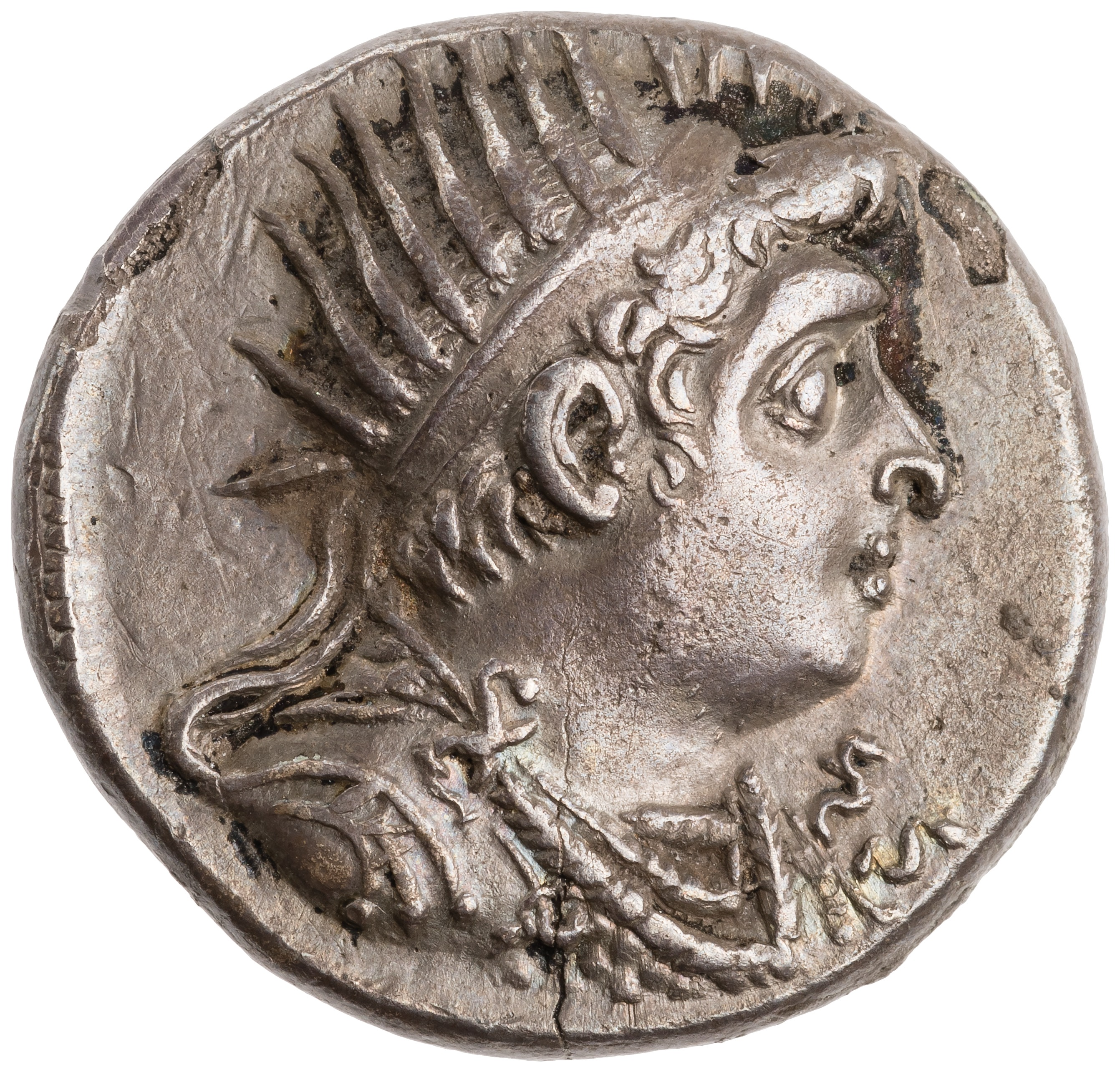
Птолемей VIII Эвергет 144 до н.э.— 116 до н.э. Царь Египта
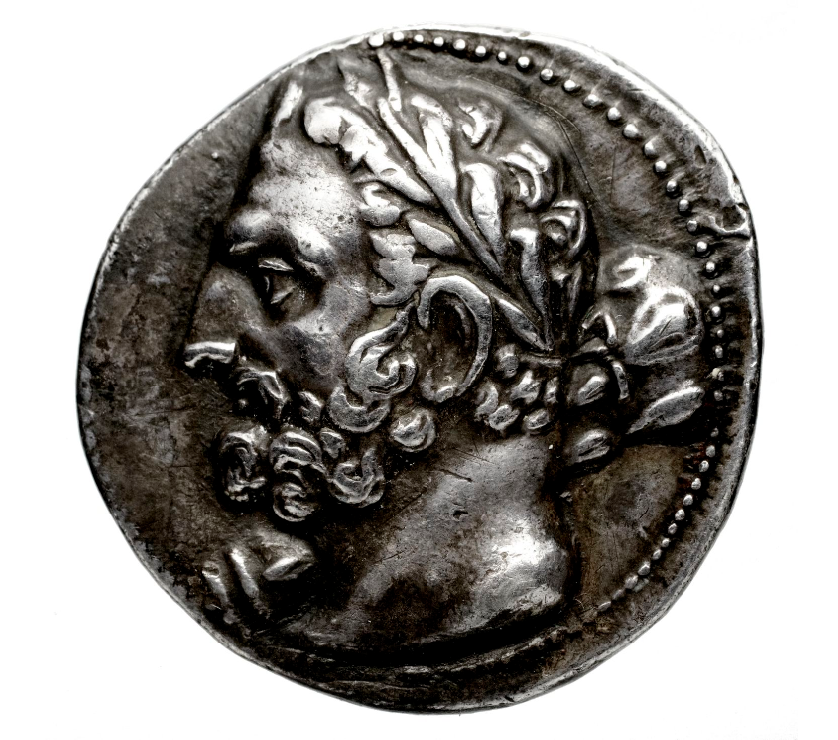
Миципса 148 до н.э.— 118 до н.э. Царь Нумидии
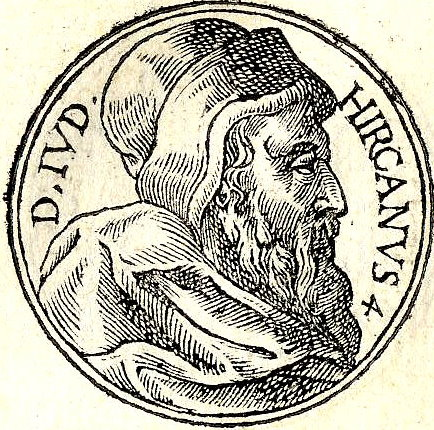
Иоанн Гиркан I 134 до н.э.— 104 до н.э. Этнарх Иудеи
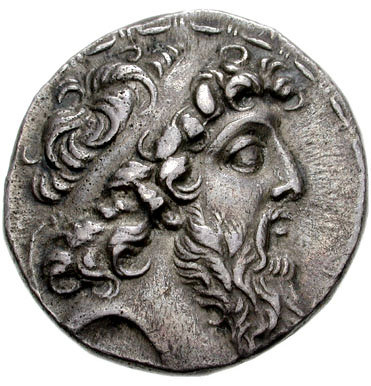
Деметрий II Никатор 145 до н.э.—138 до н.э., 129 до н.э.—126 до н.э. Царь Сирии
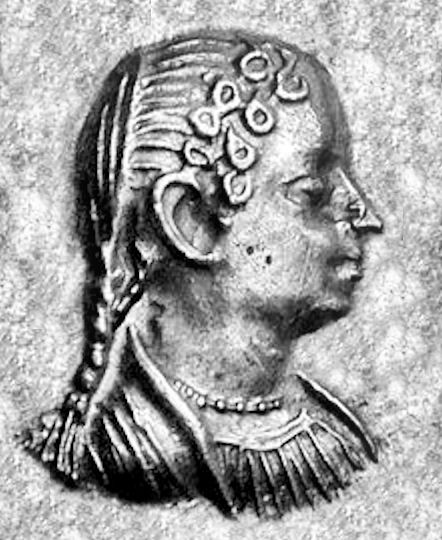
Агафоклея 130 до н.э.—125 до н.э. Индо-греческая царица
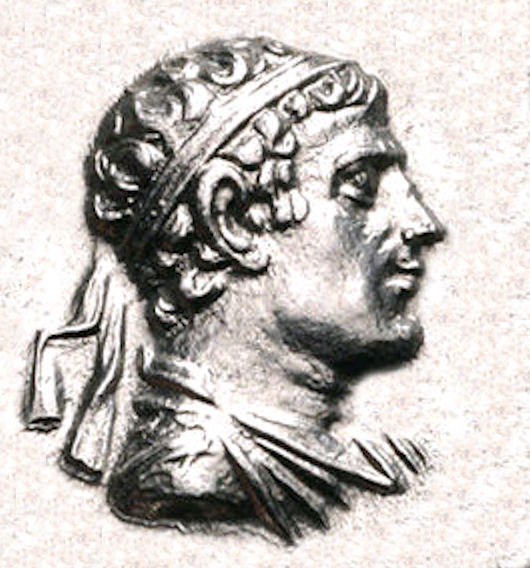
Зоил I 130 до н.э.—120 до н.э. Индо-греческий царь
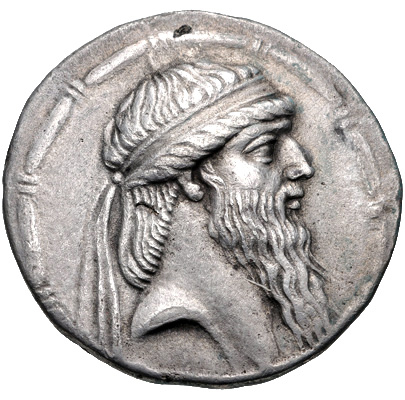
Артабан II 127 до н.э.—124 до н.э. Царь Парфии
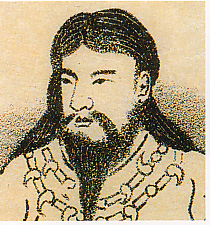
Кайка 158 до н.э.—98 до н.э. Император Японии